# Etiópia nos Jogos Olímpicos de Verão de 1996
A Etiópia participou dos Jogos Olímpicos de Verão de 1996 em Atlanta, Estados Unidos. Sua delegação foi composta por 18 atletas que competiram em dois esportes.

## Medalhas
| Atleta             | Esporte   | Evento            | Medalha |
| ------------------ | --------- | ----------------- | ------- |
| Haile Gebrselassie | Atletismo | 10000 m masculino | Ouro    |
| Fatuma Roba        | Atletismo | Maratona feminina | Ouro    |
| Gete Wami          | Atletismo | 10000 m feminino  | Bronze  |

## Desempenho

### Atletismo
Feminino
| Atleta         | Evento   | Eliminatórias | Eliminatórias | Semifinais  | Semifinais  | Final       | Final             |
| Atleta         | Evento   | Res.          | Pos.          | Res.        | Pos.        | Res.        | Pos.              |
| -------------- | -------- | ------------- | ------------- | ----------- | ----------- | ----------- | ----------------- |
| Kutre Dulecha  | 800 m    | 2:04.80       | 6º/bat. 5     | Não avançou | Não avançou | Não avançou | Não avançou       |
| Kutre Dulecha  | 1500 m   | 4:07.69       | 7º/bat. 3     | 4:09.03     | 8º/bat. 2   | Não avançou | Não avançou       |
| Ayelech Worku  | 5000 m   | 15:21.59      | 2º/bat. 3     |             |             | 15:28.81    | 12º               |
| Merima Denboba | 5000 m   | 15:48.35      | 9º/bat. 2     |             |             | Não avançou | Não avançou       |
| Luchia Yishak  | 5000 m   | 16:04.29      | 13º/bat. 1    |             |             | Não avançou | Não avançou       |
| Gete Wami      | 10000 m  | 32:20.92      | 1º/bat. 1     |             |             | 31:06.65    | Medalha de bronze |
| Derartu Tulu   | 10000 m  | 31:35.90      | 1º/bat. 2     |             |             | 31:10.46    | 4º                |
| Berhane Adere  | 10000 m  | 32:21.09      | 2º/bat. 1     |             |             | 32:57.35    | 18º               |
| Fatuma Roba    | Maratona |               |               |             |             | 2:26:05     | Medalha de ouro   |

Masculino
| Atleta             | Evento   | Eliminatórias | Eliminatórias | Semifinais | Semifinais | Final       | Final           |
| Atleta             | Evento   | Res.          | Pos.          | Res.       | Pos.       | Res.        | Pos.            |
| ------------------ | -------- | ------------- | ------------- | ---------- | ---------- | ----------- | --------------- |
| Fita Bayissa       | 5000 m   | 13:51.61      | 1º/bat. 2     | 13:30.88   | 7º/bat. 1  | 13:18.30    | 10º             |
| Assefa Mezegebu    | 5000 m   | 13:54.89      | 7º/bat. 3     | 14:05.48   | 7º/bat. 2  | Não avançou | Não avançou     |
| Haile Gebrselassie | 10000 m  | 28:14.20      | 1º/bat. 2     |            |            | 27:07.34    | Medalha de ouro |
| Worku Bikila       | 10000 m  | 27:50.57      | 1º/bat. 1     |            |            | 28:59.15    | 17º             |
| Abraham Assefa     | 10000 m  | 28:32.24      | 11º/bat. 2    |            |            | Não avançou | Não avançou     |
| Abebe Mekonnen     | Maratona |               |               |            |            | 2:29:45     | 81º             |
| Belayneh Dinsamo   | Maratona |               |               |            |            | DNF         | DNF             |
| Tumo Turbo         | Maratona |               |               |            |            | DNF         | DNF             |

### Boxe
| Atleta             | Peso       | Fase de 32             | Oitavas de final         | Quartas de final       | Semifinais             | Final                  | Final |
| Atleta             | Peso       | Adversário e resultado | Adversário e resultado   | Adversário e resultado | Adversário e resultado | Adversário e resultado | Pos.  |
| ------------------ | ---------- | ---------------------- | ------------------------ | ---------------------- | ---------------------- | ---------------------- | ----- |
| Tebebu Behonegn    | Mosca      | COL D. Reyes D 2–16    | Não avançou              | Não avançou            | Não avançou            | Não avançou            | =17º  |
| Yared Woldemichael | Supermédio | TRI K. Sinette V 11–10 | UZB K. Tulyaganov D 9–13 | Não avançou            | Não avançou            | Não avançou            | =9º   |

Legenda
| Recorde mundial      | Recorde mundial (World record)               |                       | Recorde africano                      | Recorde africano (African) |                                           | Q | Classificado por posição (Qualified) |
| Recorde olímpico     | Recorde olímpico (Olympic record)            | Recorde da América    | Recorde da América (Americas)         | q                          | Classificado por melhor tempo (Qualified) |   |                                      |
| Melhor marca do ano  | Melhor marca do ano (World leading)          | Recorde asiático      | Recorde asiático (Asian)              | DNS                        | Não largou (Did not start)                |   |                                      |
| Recorde nacional     | Recorde nacional (National record)           | Recorde europeu       | Recorde europeu (European)            | DNF                        | Não terminou (Did not finish)             |   |                                      |
| Recorde pessoal      | Recorde pessoal do atleta (Personal best)    | Recorde da Oceania    | Recorde da Oceania (Oceania)          | DSQ / DQ                   | Desclassificado (Disqualified)            |   |                                      |
| Recorde da temporada | Recorde da temporada do atleta (Season best) | Recorde sul-americano | Recorde sul-americano (South America) | NM                         | Sem marca (No mark)                       |   |                                      |